# جون دايموند
جون دايموند (بالإنجليزية: John Diamond)‏ هو لاعب الجسر ‏ أمريكي، ولد في 1966.